# بیکمتوو
بیکمتوو (انگلیسی: Bikmetovo) یک شهرک در شهرستان تویمازینسکی استان باشقیرستان کشور روسیه است.